# Marie Laforêt
Marie Laforêt, nome d'arte di Maïtena Marie Brigitte Douménach (Soulac-sur-Mer, 5 ottobre 1939 – Genolier, 2 novembre 2019), è stata una cantante e attrice francese naturalizzata svizzera con radici catalane-occitane.

## Biografia
Marie Laforêt debuttò nello spettacolo per puro caso gareggiando in sostituzione della sorella, che aveva rinunciato all'ultimo momento, ad un concorso per giovani talenti organizzato nel 1959 dalla stazione radiofonica Europe 1.
Il regista Louis Malle l'aveva ingaggiata nello stesso anno per Liberté, un progetto cinematografico che tuttavia non fu mai realizzato; la sua prima apparizione cinematografica pertanto risale al 1960 nel film Delitto in pieno sole, diretto da René Clément.
L'anno dopo Marie sposò il regista Jean-Gabriel Albicocco, che la inserì nel cast di diversi suoi film, il più famoso dei quali resta La ragazza dagli occhi d'oro (1961), tratto dall'omonimo racconto di Honoré de Balzac. Questo appellativo rimase come etichetta alla giovane attrice, che nel frattempo tentò anche la carriera di cantante incidendo un 45 giri che subito ottenne enorme successo, sia in patria come nel resto d'Europa. Les Vendanges de l'Amour (1963), scritta da Daniel Gérard, autore di altre decine di fortunati successi del periodo yéyé, fu tradotta anche in Italiano con il titolo La vendemmia dell'amore ed entrò nelle classifiche musicali di entrambi i Paesi.
A questo brano fecero seguito molti altri, che l'artista ebbe l'opportunità di promuovere anche in versione italiana ottenendo un discreto successo fra il 1964 e il 1968: Che male c'è, E se qualcuno si innamorerà di me (La playa), Un foulard di seta blu, Nozze di campagna, Manchester e Liverpool.
La sua carriera cinematografica proseguì con successo, con qualche pellicola che la vide protagonista anche in Italia, come Le soldatesse (1965) di Valerio Zurlini.
Guarda dove vai e Calda la vita (Que calor la vida) furono gli ultimi successi in italiano. Il cambio di casa discografica e di genere musicale (fece notizia il suo atteggiamento polemico nei confronti della scuderia di cui era entrata a far parte, che l'avrebbe voluta ancora legata alla musica commerciale e al cliché della ragazza dagli occhi d'oro) l'allontanarono per alcuni anni dalle produzioni discografiche mainstream, anche se Marie continuò ad esibirsi in spettacoli dal vivo spaziando dalla musica d'autore alle ballate dei paesi balcanici, dagli adattamenti di brani classici alla musica etnica.
Nel 1973 il successo di vendite ritornò con Viens, viens, cover di Rain, Rain, Rain e nel 1977 con Il a neigé sur Yesterday, una sorta di omaggio-nostalgia alle canzoni dei Beatles.
Dal 1978 Marie si stabilì a Ginevra dove aprì una galleria d'arte, finendo quindi per prendere la cittadinanza svizzera. Nel 1981 sposò l'agente di cambio Éric de Lavandeyra, ma l'unione naufragò. Pubblicò un libro autobiografico (Contes et Légendes de ma vie privée) e si dedicò ancora al cinema. In Italia apparve nei serial televisivi La piovra 3 (1987) ed A che punto è la notte (1994), ultima regia di Nanni Loy,  e nel film L'avaro (1990), diretto da Tonino Cervi, condividendo il set con Alberto Sordi.
Nel 1993 pubblicò un album musicale di inediti, firmando tutti i testi delle canzoni.
Da Judas Azuelos ha avuto una figlia, l'attrice e sceneggiatrice Élise-Anne Bethsabée Azuelos nota come Lisa Azuelos, ed un figlio.

## L'origine del suo nome e cognome
Il suo nome, Maïtena, è d'origine basca e significa "l'amata": è usato talvolta dagli abitanti occitani della Francia, soprattutto nella zona dei Pirenei, e somiglia anche al diminutivo locale del nome francese Marie-Thérèse, "Maïthé". Il cognome Douménach è il corrispondente catalano di Domenico o Domingo.
I nomi originari della cantante, di suono un poco esotico, il suo aspetto fisico e il repertorio, ispirato spesso al folklore dei diversi popoli, hanno contribuito a molte speculazioni su una presunta origine armena dei suoi genitori. L'artista stessa, che si oppose sempre a esclusivismi nazionalisti, si definì più di una volta come una "ariégeoise", una figlia del dipartimento francese dell'Ariège.

## Discografia parziale

### 33 giri
- 1964: La cantante dagli occhi d'oro (Disques Festival, FXL 10002)

### 45 giri
- 1963: Les Vendanges De L'Amour/Tu Fais Semblant (Disques Festival, FX 105)
- 1963: La vendemmia dell'amore/Che male c'è (Disques Festival, FX 109)
- 1964: È giusto/Una noia senza fine (Disques Festival, FX 116)
- 1964: E se qualcuno si innamorerà di me/Scrivimi qualcosa (Disques Festival, FX 121)
- 1964: Sì/Après toi qui sait (Disques Festival, FX 123)
- 1964: Le nozze di campagna/Un foulard di seta blu (Disques Festival, FX 124)
- 1965: A domani amore/Sì (Disques Festival, FX 132)
- 1967: Manchester e Liverpool/Basta qualche frase (Disques Festival, FX 138)
- 1967: Mon amour mon ami/Katy cruelle (Disques Festival, FX 139)
- 1967: Perché due non fa tre (Le lit de Lola)/E se ti amo (Et si je t'aime) (Disques Festival, FX 142)
- 1968: El Polo/Le Tenngo Rabia Al Silencio (Disques Festival, FX 144)
- 1968: Calda è la vita/Guarda dove vai (Disques Festival, FX 145)
- 1969: Guarda dove vai (Califano-Fabrio), sigla finale serie tv  RAI "Il triangolo rosso" 1969.
- 1973: Lei lei/Maschera (Polydor, 2056 229)

## Filmografia parziale

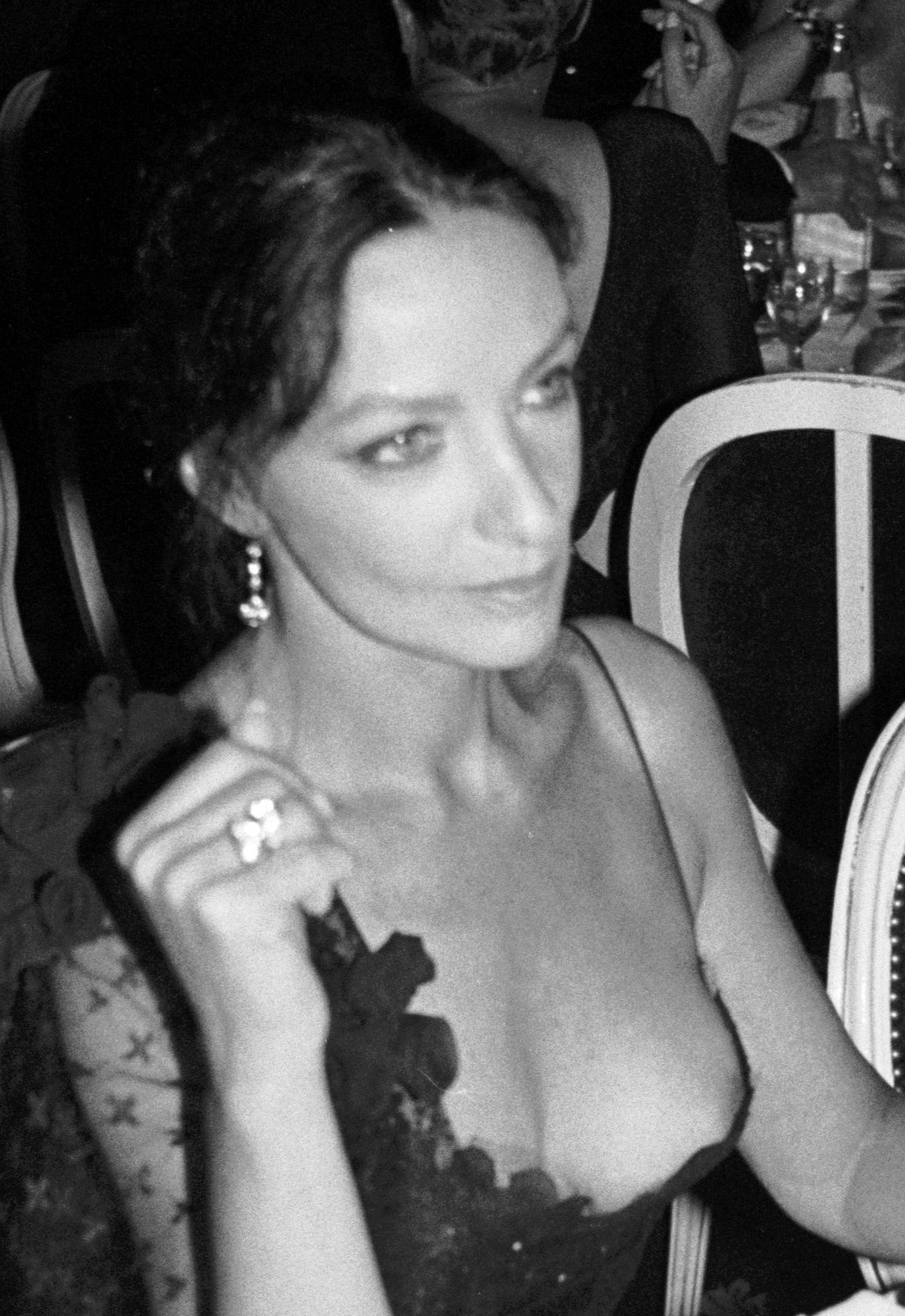
Laforêt nel 1989 al Festival del cinema americano di Deauville

### Cinema
- Delitto in pieno sole (Plein soleil), regia di René Clément (1960)
- Saint Tropez Blues, regia di Marcel Moussy (1961)
- La ragazza dagli occhi d'oro (La Fille aux yeux d'or), regia di Jean-Gabriel Albicocco (1961)
- Amori celebri (Amours célèbres), regia di Michel Boisrond (1961)
- La notte del peccato (Leviathan), regia di Léonard Keigel (1962)
- Il sentiero dei disperati (Le rat d'Amérique), regia di Jean-Gabriel Albicocco (1963)
- Il diavolo sotto le vesti (À cause, à cause d'une femme), regia di Michel Deville (1963)
- Sciarada alla francese (Cherchez l'idole), regia di Michel Boisrond (1964)
- Caccia al maschio (La Chasse à l'homme), regia di Édouard Molinaro (1964)
- Colpo grosso a Parigi (Cent briques et des tuiles), regia di Pierre Grimblat (1965)
- Le soldatesse, regia di Valerio Zurlini (1965)
- Marie Chantal contro il dr. Kha (Marie Chantal contre Dr. Kha), regia di Claude Chabrol (1965)
- Le 13ème caprice, regia di Roger Boussinot (1967)
- La gang dei diamanti (Jack of Diamonds), regia di Don Taylor (1967)
- C'era una volta Pollicino (Le Petit poucet), regia di Michel Boisrond (1972)
- Poliziotto o canaglia (Flic ou Voyou), regia di Georges Lautner (1979)
- L'oro dei legionari (Les Morfalous), regia di Henri Verneuil (1984)
- Tangos - L'esilio di Gardel (El exilio de Gardel: Tangos), regia di Fernando E. Solanas (1985)
- L'avaro, regia di Tonino Cervi (1990)
- Presunto violento (Présumé dangereux), regia di Georges Lautner (1990)
- Una fredda mattina di maggio, regia di Vittorio Sindoni (1990)
- Tutti gli uomini di Sara, regia di Gianpaolo Tescari (1992)

### Televisione
- La piovra 3, regia di Luigi Perelli - miniserie TV (1987)
- A che punto è la notte, regia di Nanni Loy - miniserie TV (1994)

## Doppiatrici italiane
- Maria Pia Di Meo in  Delitto in pieno sole, Il sentiero dei disperati, Le soldatesse, Poliziotto o canaglia, La piovra 3
- Franca De Stradis in L'oro dei legionari
- Rita Di Lernia in L'avaro